# Udu (strumento musicale)
L'udu è un tipo di tamburo dalla caratteristica forma utilizzato dai popoli Igbo e Hausa, in Nigeria. 
Si tratta di uno strumento a percussione che combina le caratteristiche sia di un aerofono che di un idiofono. Realizzato solitamente in ceramica o ancor più spesso argilla, l'udu è uno strumento tradizionalmente ricavato dai contenitori per l'acqua a forma di anfora, nei quali viene praticato un grande buco laterale. Viene suonato per percussione solitamente dalle donne durante riti e cerimonie. Il suono viene prodotto percuotendo rapidamente con le mani il buco laterale; il risultato sono note basse dal timbro caratteristico.
Oltre alla sua funzione tradizionale, l'udu viene oggi utilizzato dai percussionisti professionisti in una grande varietà di generi musicali, come effetto particolare.